# ЗИС-127
ЗИС-127 (ЗИЛ-127) — первый советский междугородный автобус производства завода имени Сталина (26 июня 1956 года вместе с заводом был переименован в ЗИЛ-127). Выпускался в 1955—1961 годах.
Общее количество произведённых автобусов составило 851 ед. Статистика производства по годам: 1955 — 30 единиц, 1956 — 201 единица, 1957 — 189 единиц, 1958 и 1959 — по 200 единиц, 1960 — 30 единиц, 1961 — 1 единица. По состоянию на февраль 2024 года сохранились четыре машины, причём одна из них — марки ЗИС. Один из автобусов установлен перед автовокзалом в Таллине.

## История
После войны в СССР остро встал вопрос об организации междугородного автобусного сообщения. Восстановление народного хозяйства и, как следствие, оживление подвижности населения привели к росту пассажиропотока. Для качественного скачка в решении этой проблемы необходимо было проложить скоростные автомобильные трассы и создать междугородные автобусы. К тому моменту эталонным можно было считать состояние дорожной инфраструктуры США. Именно поэтому в конце 1940-х годов группа советских специалистов отправилась за океан изучать опыт американской фирмы «Pacific Greyhound» — главного перевозчика на междугородных маршрутах. Работы по созданию нового автобуса возложили на плечи столичного завода имени Сталина.
Создание новой модели, которой присвоили цифровой индекс «127», поручили конструкторскому бюро автобусов, возглавлявшемуся А. И. Израэль-Скерджиевым. Вместе с ним над машиной трудились Р. Г. Пископель, Г. В. Битт, М. И. Фридман, Е. А. Степанова, В. А. Прокофьев, В. З. Киселев, В. Т. Потанин, Н. В. Кугель и другие инженеры. 
Работы развернулись в 1951 году. В начале 1953 года на испытания отправилась пара экспериментальных заднемоторных образцов ЗИС-Э127, каждый из которых предусматривал перевозку 41 пассажира. 
Далее цитата из газеты «Московский автозаводец» (№ 21, 2006): «Машины, отличавшиеся между собой дизайном передней части и некоторыми деталями, так же как и часть чертежей, изготовили, воспользовавшись промышленным потенциалом Тушинского машиностроительного завода. Последний, несмотря на свою принадлежность Министерству авиационной промышленности СССР, нередко выполнял заказы автостроителей. Так случилось и на этот раз. Однако, перетяжелённый лайнер с 200-сильным двигателем неохотно разгонялся, неуверенно тормозил, а из-за большой габаритной длины плохо вписывался в повороты шоссе. Тем не менее, о благополучии автобуса можно было не беспокоиться, поскольку в это время произошло событие, сыгравшее в судьбе новинки решающую роль. В августе 1953 года бывшего директора ЗИСа И. А. Лихачева назначили руководителем Министерства автомобильного транспорта и шоссейных дорог СССР. Иван Алексеевич, отлично разбираясь во всех хитросплетениях экономической и производственной жизни завода, взял под своё „крыло“ перспективный проект, став заодно и главным заказчиком машины. Результаты не замедлили сказаться».
После цикла ресурсных испытаний конструкторы существенно модернизировали автобус. Он стал короче, бензиновый мотор заменили дизельным (двухтактным ЯАЗ-206), переработали экстерьер и интерьер. «Исправленная» машина вышла на испытания в 1955 году. Осенью того же года была выпущена опытно-промышленная партия автобусов ЗИС-127, которые тоже отправились на испытательные пробеги.
Серийные автобусы работали преимущественно на дальних маршрутах: Москва — Ленинград, Москва — Симферополь, Москва — Минск, Москва — Рига и других, а также обслуживали пассажиров столичных аэропортов.
К сожалению, судьба такой передовой модели, как ЗИС (ЗИЛ)-127 оказалась не слишком успешной из-за целого ряда факторов. Так, в результате присоединения СССР к международной конвенции по дорожному движению, габаритная ширина отечественных автобусов должна была укладываться в международный стандарт, равный 2500 мм. У ЗИЛ-127 она превышала данный показатель на 180 мм. В этот же период Госплан СССР принял решение о прекращении развития в СССР собственных междугородных автобусов, производство которых возлагалось в рамках внутренней кооперации Совета экономической взаимопомощи на Венгерскую Народную Республику. Поэтому с начала 1960-х годов Венгрия развернула массовые поставки в СССР дизельных междугородных автобусов Ikarus Lux и Ikarus 66. 
Кроме того, завод ЗИЛ был переориентирован в начале 1960-х с производства автобусов на массовый выпуск 5-тонных грузовиков ЗИЛ-130, и если производство городского автобуса ЗИЛ-158 было передано на ЛиАЗ, то дальнейшее развитие конструкции междугородного ЗИЛ-127 было признано бесперспективным несмотря на имевшийся хороший задел по его модернизации. Сложная конструкция данного автобуса требовала особо квалифицированных сборщиков. В дальнейшем парк междугородных и туристических автобусов СССР составляли исключительно машины марок Ikarus (Ikarus-250, Ikarus-255, Ikarus-256) и ЛАЗ (ЛАЗ-697, ЛАЗ-699), а с середины 1980-х годов и югославские TAM.
Кроме того, на судьбу ЗИЛ-127 повлияло негативное отношение Н. С. Хрущёва к его городскому варианту ЗИЛ-129, представленному в 1959 году. Незадолго до этого Хрущёв побывал в США, и американские автобусы ему не понравились. Сравнивая ЗИЛ-129 с ЛАЗом, он заявил, что выпускать нужно именно львовские автобусы, «а не эти американские уроды». Неудивительно, что ЗИЛ-129 после этого в серию не пошёл, а производство ЗИЛ-127 именно в 1960 году резко упало (в сравнении с 1959 годом — в семь раз) и вскоре было прекращено.
В основном ЗИС(ЗИЛ)-127 были сняты с маршрутов в середине 1960-х — начале 1970-х годов. Встречается упоминание[где?] об одном ЗИЛ-127, работавшем на Украине в середине 1980-х.
В феврале 2024 года единственный находящийся в ходовом состоянии ЗИЛ-127 был восстановлен. Всего на февраль 2024 года сохранилось четыре машины ЗИЛ-127.

## Дизайн
Дизайн автобуса ЗИС (ЗИЛ)-127 отличался эффектностью благодаря гофрированным алюминиевым бортам и обилию хромированных деталей в стиле популярных американских дальнемагистральных автобусов (тогда своего рода модой среди советских и европейских производителей автобусов было ориентироваться на американский стиль).

## Конструкция
Компоновка — заднемоторная, двигатель расположен в заднем свесе поперечно, привод на задний мост через 4-ступенчатую коробку передач с угловым редуктором и короткий карданный вал. Кузов автобуса — несущий, стальной, вагонного типа с одной поворотной дверью для пассажиров в переднем свесе.
Подвеска всех колес на полуэллиптических рессорах с креплением концов к раме через резиновые подушки. Между листами рессор имелись тонкие деревянные прокладки. Автобус оснащался стабилизатором поперечной устойчивости торсионного типа и гидравлическими амортизаторами двухстороннего действия, что обеспечивало большую плавность и безопасность хода при высокой крейсерской скорости.
Автобус оснащался небьющимися стёклами со шторками, эффективными системами отопления, вентиляции и освещения, радиоточкой, часами, термометром. Над ветровым стеклом располагался прожектор с дальностью светового пучка, составлявшей 200 м. Мощность лампы прожектора 100 ватт.
ЗИЛ-127 одним из первых в отечественном автомобилестроении был оснащён гидроусилителем рулевого управления (ранее гидроусилитель руля применили на МАЗ-525). Поскольку передняя часть двигателя была обращена вправо, а радиатор системы охлаждения находился в левой части мотоотсека, крутящий момент от двигателя к ведущему шкиву вентилятора системы охлаждения передавался при помощи карданного вала. Ведущий и ведомый шкивы вентилятора были двухручьёвыми, причём ручьи разного диаметра. В тёплое время года ремень находился на большом ручье ведущего шкива и малом ручье ведомого. На зиму ремень переставляли на малый ручей ведущего шкива и большой ведомого. Впервые были применены независимые контуры тормозов переднего и заднего мостов. Ограничитель числа оборотов коленчатого вала представлял собой скобу, установленную под педалью управления подачей топлива. Водительской двери на ЗИЛ-127 не было.

### Салон и водительское место
В комфортабельном салоне устанавливались мягкие кресла самолётного типа с выдвижной подушкой и регулируемой по углу наклона спинкой, каждое место было оборудовано индивидуальными источниками света и вентиляции. В салоне были предусмотрены сетчатые полки для ручной клади, а под полом салона располагались восемь багажных отделений.
Водительское место отделялось металлической перегородкой. Она имела два окна: заднее и боковое. Окна перегородки закрывались шторками, которые после отстёгивания автоматически наматывались вверх. К перегородке кабины водителя крепился маленький турникет-«шлагбаум», который закрывался при помощи подпружиненной сдвижной муфты, перекрывая вход в салон и выход из него. Обычно водители им не пользовались. Сиденье водителя оснащено регулировками наклона спинки и продольного положения подушки. Все контрольно-измерительные приборы были белого цвета (светлые). Циферблат спидометра имел сектор зелёного цвета с надписью «Третья передача». Слева от сиденья водителя располагался рычаг ручного тормоза. На левой панели кабины располагались включатель прожектора, переключатель указателей поворотов, включатель габаритных фонарей и другие переключатели. Моторный отсек в задней части салона занимал довольно много места. Зачастую водители обустраивали на нём спальное место.
Справа от щитка приборов, располагался ламповый приёмник «А-5», что сразу поднимало данную модель автобуса на новый технический уровень, так как раньше радиоприёмниками не оснащали автобусы

## Технические характеристики
Пассажировместимость — 32 сидячих места.
Двигатель — ЯАЗ-М206Д, дизельный 2-тактный, рядн., 6-цил., 108×127 мм, 6,97 л, степень сжатия 17; мощность 132,4 кВт (180 л.с.) при 2000 об/мин; крутящий момент 705,9 Н-м (72 кгс-м) при 1200—1400 об/мин
Трансмиссия — КП механическая, трехходовая, с четырьмя передачами вперед и одной назад. Схема переключения передач: первая передача — от среднего положения нейтрали вперёд, вторая передача — от среднего положения нейтрали назад, третья передача — от правого положения нейтрали вперёд, четвёртая передача — от правого положения нейтрали назад, задний ход — от левого положения нейтрали вперёд. Передаточное число главной передачи 3,636(количество зубьев 11 и 40).
Тормозная система — с пневматическим приводом, раздельные контуры переднего и заднего мостов
Габаритные размеры
- Длина 10 220 мм
- Ширина 2680 мм
- Высота 3060 мм
- База 5600 мм
- Дорожный просвет (под картером заднего моста) 270 мм
- Радиус поворота (наружный габаритный) 11 м
- Колея передних колес 2180 мм
- Колея задних колес 1940 мм

Весовые параметры
- Масса снаряжённая — 10 000 кг;
- Масса полная — 13 000 кг;
- Объём топливного бака — 250 л

Прочие параметры
- Скорость максимальная по шоссе — 95 км/ч
- Контрольная норма расхода топлива (дизельное топливо для быстроходных дизельных двигателей) — 40 л/100 км
- Шины 320-20

## Модификации
- ЗИЛ-129 — городская модификация, созданная в 1958-59 гг. По сравнению с ЗИЛ-127 имела упрощенную конструкцию: вместо дизельного мотора — бензиновый V8 ЗИЛ-375 (Начало выпуска: 1962 г.)  распашные двери заменили 4-створчатыми с пневмоприводом открывания, в салоне установили простые «скамейки». Силовая установка комплектовалась гидромеханической двухступенчатой коробкой передач и задним мостом с почти вдвое увеличенным передаточным числом главной передачи. ЗИЛ-129 полной массой чуть более 14 т разгонялся до 70 км/ч. Число мест для сидения — 41, общая пассажировместимость − 77 человек. Всего построили 4 машины, которые отличались размещением задней двери (у более раннего она размещалась перед задним мостом, у поздних — в заднем свесе).
- ТурбоНАМИ-053 — экспериментальная машина с газотурбинным двигателем мощностью 350 л.с. Опытный образец построен в НАМИ в 1959 году. Максимальная скорость 160 км/ч ограничивалась только возможностями шин.